# Éric Chesneau
Œuvres principales
Aberfan Project, L'Enfant du Vitrail
Éric Chesneau, né le 18 mars 1964 à Dreux en Eure-et-Loir, est un auteur, et journaliste français. Passionné d'ésotérisme et de littératures de l'imaginaire, notamment de fantastique, ses ouvrages plongent le lecteur dans des mondes troublants et inquiétants.

## Biographie

### De la réalité...
Né le 18 mars 1964 à Dreux, il grandit à Vernouillet et obtient en 1983 son baccalauréat littéraire au lycée Rotrou de Dreux. Sa passion pour l'écrit le pousse vers la presse écrite. Quelques semaines avant les épreuves du baccalauréat, il devient correspondant d'un bi-hebodmadaire départemental, L'ACTION RÉPUBLICAINE. Deux ans plus tard, il est embauché comme rédacteur au sein de ce même journal, puis rédacteur polyvalent, ce qui lui permettra de couvrir des événements aussi divers que l'actualité sociale, politique, économique, culturelle voire la révolution roumaine, à Timisoara, en décembre 1989,. Dans le même temps, il collabore occasionnellement comme photographe pour des magazines féminins, à l'instar de la revue Maxi. 
Il crée plusieurs rubriques dans son journal, notamment un Abécédaire de l’Étrange qui explore la face cachée de notre réalité, prémices de son travail d'auteur fantastique.
Certaines de ses photographies sont reproduites dans l'ouvrage de Claire Nacher et Joëlle Vitiello-Yewells, La vie aux États-Unis. En 2002, le manuscrit de son premier roman (le premier qu'il achève!) obtient le prix de l'association des Relais Artistiques. La Tombe du Prussien, polar rural qui permet d'explorer la vie d'une petite commune d'Eure-et-Loir est publié en 2002 par les Relais Artistiques,,. Le roman, salué par la critique,, fera l'objet d'une réédition en 2014 par Ella Éditions. 
En 2004, Eric Chesneau quitte le journal pour créer sa librairie spécialisée dans l'ésotérisme, les spiritualités et la littérature ancienne tout en continuant à écrire romans, contes, nouvelles et chansons. Passionné de fantastique et d'ésotérisme, il aime à se plonger dans les grimoires et livres anciens de sa bibliothèque pour rendre encore plus crédibles les histoires qu'il couche sur le papier.

### ... à la fiction
Plusieurs de ses nouvelles ont été retenues pour figurer dans diverses anthologies : Contes et légendes de Vendée, Contes et légendes des Yvelines, Contes et légendes de la région Centre (Grrr...art éditions,), Bête à chagrin (éditions La Gidouille), Contes et légendes d'Eure et Loir (Ella éditions).
Plusieurs de ses romans ont été publiés chez Ella éditions.
L'Enfant du Vitrail, le secret de la crypte oubliée, 2013 est un roman jeunesse fantastique,, référencé par le Centre des Monuments Nationaux. On peut lire sur le site spécialisé PSYCHOVISION, les lignes suivantes : "C'est un peu tout ce qu'on attend d'un roman destiné à la jeunesse: une héroïne attachante, une intrigue légère mais captivante, des rebondissements, de l'humour et même un petit côté instructif."
Aberfan Project, La prophétie de Chartres, est un thriller ésotérique publié en 2013,. Didier Giraud, critique du site MONDES ÉTRANGES souligne: "Il faut saluer l'idée absolument géniale du roman racontée par le roman (...) Je ne me souviens pas avoir trouvé une idée de ce genre jusqu'à présent dans la littérature fantastique."
Le polar La Tombe du Prussien, augmenté de la nouvelle Attention chat devant ! est réédité en 2014. "Avec une jubilation narrative, l'auteur emmène le lecteur à travers des chemins de traverse qui ne sont pas toujours bien fréquentés. Ce polar rural bien ficelé nous montre qu'à côté de la vie de tous les jours, se cache un passé qui ne s'efface jamais."
Yeun, roman fantastique finistérien est publié premièrement en 2010 sous le nom de Calvaires, puis remanié par l'auteur et réédité par Ella Éditions sous le titre Yeun. "Nous tenons un vrai, un bon roman fantastique dans la droite ligne de références anglo-saxonnes telles que James Herbert, et dans lequel Eric Chesneau démontre qu'il n'est nul besoin de situer l'action d'un roman de ce genre dans le Maine américain ou dans la campagne anglaise embrumée" souligne Didier Giraud dans Mondes Étranges.
Les éditions ELLA ont également publié en juillet 2016, un recueil de quinze nouvelles noires et fantastiques intitulé Treize...et au-delà, illustrées par le photographe Willy Mérour. "Quand on connaît l'intérêt d'Eric Chesneau pour les choses de l'invisible, on s'attend à des nouvelles noires et fantastiques. Le lecteur ne sera pas déçu!",
En 2017, les éditions Ella publient Il était sept fois, un roman initiatique pour petits et grands illustré par sa fille Ottavia d'une trentaine de dessins en noir et blanc. 
Suit en 2018 Samhain un roman constitué de onze nouvelles fantastiques, souvent très sombres à l'humour noir voir glaçant. En juillet 2018, un bel ouvrage cartonné, là encore à destination des enfants et des adultes, sort juste à temps pour la Forêt des Livres de Grasla en Vendée.: Le verrier du petit peuple. Un conte de 64 pages, toujours illustré par Ottavia suivi d'un dossier technique avec de nombreuses photographies en couleur qui permet de découvrir le monde de la création et de la restauration des vitraux. 
Eric Chesneau a appartenu entre 2008 et 2017 au collectif d'écrivains euréliens IBIDEM, avec qui il a publié un ouvrage intitulé Enfance(s),. ainsi que l'ouvrage publié aux éditions du Colombier Abécédaire insolite de l'Eure-et-Loir (décembre 2017)
Il a également participé à l'écriture d'ouvrages documentaires tels que Tours et détours en Eure et Loir, de Patrick Cointepoix et la série en quatre tomes L'Eure-et-Loir de A à Z, des éditions Autres Voix.
En 2018, le recueil de nouvelles fantastiques SAMHAIN publié chez Ella est l'un des sept finalistes du concours littéraire Littér'Halles 2019 de la ville de Decize dans la Nièvre, seul prix littéraire consacré à ce type d'ouvrages et dont le jury compte plus de cent lecteurs. Samhain a obtenu le 2 juin 2019 le prix littér'halles des lycéens Maurice Genevoix, lycéens qui ont particulièrement apprécié l'originalité et la chute des nouvelles du recueil.

### Vie privée
Eric Chesneau est marié, père d'une fille née en 1995, et se partage entre l'Eure-et-Loir et le Finistère. Il s'est inspiré de sa femme maître-verrier et de sa fille Ottavia pour l'écriture de L'Enfant du Vitrail. 

### Romans
- La Tombe du Prussien, Les Relais Artistiques, 2002
- Calvaires, BOD, 2009
- L'Enfant de Verre, le secret du vitrail brisé, BOD, 2010
- L'Enfant du Vitrail, le secret de la crypte oubliée, Ella Éditions, 2012 (réédition de l'Enfant de Verre)
- Aberfan Project, la prophétie de Chartres, Ella éditions, 2013
- La Tombe du Prussien, Ella Éditions, 2014 (réédition augmentée de la nouvelle Attention chat devant !)
- Yeun, Ella Éditions, 2015 (réédition remaniée de Calvaires)
- Il était sept fois, Ella Éditions, 2017, illustrations et couverture d'Ottavia Chesneau.
- Samhain, Ella éditions, 2018
- Le verrier du petit peuple, Ella éditions, illustrations et couverture d'Ottavia Chesneau

### Documents
- Châteauneuf-en-thymerais, in Tours et Détours en Eure-et-Loir, de Patrick Cointepoix, Éditions Centrelivres, 2005
- L'Eure-et-Loir de A à Z (collectif), Éditions Autres Voix, 2011
- Alphabet insolite de L'Eure-et-Loir, (collectif), éditions du Colombier, 2017.

### Nouvelles
- La Mare aux revenants, in Contes et légendes d'Eure-et-Loir, Ed. Grrr...art, 2009
- Haute Marée, in Contes et Légendes de Vendée, Ed. Grrr...art, 2010
- La Rédaction, in Contes et légendes des Yvelines, Ed. Grrr...art, 2010
- Sévices Compris, in Enfance(s), du collectif IBIDEM, Les Éditions de la Framboisière, 2009
- Le Petit Peuple des Mouillères, in Contes et Légendes de la région Centre, Ed. Grrr...art, 2011
- Tant qu'il y aura des Gnômes, in Contes et Légendes d'Eure-et-Loir 2, Ella Éditions, 2012
- Ils, in Contes et Légendes d'Eure-et-Loir 2, Ella Éditions, 2012.
- Les Vies Paires de Saint-Ange, in Contes et Légendes d'Eure-et-Loir 2, Ella Éditions, 2012
- Un amour de Guerre, in Amours entre Eure... et Loir, Ella Éditions, 2014
- Fidel, in Bête à Chagrin, éditions La Gidouille, 2015M
- Treize et au-delà, Ella Éditions, 2016, recueil de 15 nouvelles illustrées par W. Mérour.
- Demain, in En costumes d'huîtres, 2018 éditions La Gidouille, nouvelle d'anticipation écologique!